# Ердек (ільче)
Ердек (тур. Erdek) — ільче (округ) у складі ілу Баликесір на заході Туреччини. Адміністративний центр — місто Ердек.
Ільче утворений 1928 року шляхом відокремлення від ільче Бандирма.
До складу ільче входять східні острови з групи Пашалімани, з яких населеним є лише острів Пашалімани; а також Тавшан, Фафліма (Халко), острови Мола.

## Склад
До складу ільче (округу) входить і буджак (район) та 23 населених пункти (3 міста та 20 сіл):

### Найбільші населені пункти
| №  | Населений пункт | Населення, осіб (2010) |
| -- | --------------- | ---------------------- |
| 1  | Ердек           | 20 693                 |
| 2  | Каршияка        | 2 663                  |
| 3  | Оджаклар        | 1 700                  |
| 4  | Чакил           | 1 370                  |
| 5  | Юкарияпиджи     | 1 095                  |
| 6  | Татлису         | 821                    |
| 7  | Нарли           | 703                    |
| 8  | Чаягзи          | 539                    |
| 9  | Баллипинар      | 481                    |
| 10 | Ілхан           | 423                    |